# Archephanes
Archephanes là một chi bướm đêm thuộc họ Geometridae.

## Các loài
- Archephanes zalosema Turner, 1926